# 1335 Демуліна
1335 Демуліна (1335 Demoulina) — астероїд головного поясу, відкритий 7 вересня 1934 року.
Тіссеранів параметр щодо Юпітера — 3,618.